# Frontera Comalapa
Frontera Comalapa là một đô thị thuộc bang Chiapas, México. Năm 2005, dân số của đô thị này là 57580 người.